# 若林義春
若林 義春（わかばやし よしはる、1950年〈昭和25年〉7月26日 - ）は、日本の政治活動家。日本共産党東京都委員長を務めた。現在は党常任幹部会委員、党建設委員会責任者代理。

## 経歴
- 1950年 - 東京都品川区生まれ。
- 調布市立深大寺小学校・調布市立調布中学校・東京都立立川高等学校を経て、東京大学教育学部卒業。
- 1981年～1986年 - 日本共産党衆議院議員岩佐恵美（のち参議院議員）秘書。
- 1993年 - 党中央委員会書記局員。
- 1994年 - 党中央委員会幹部会委員、党中央文化・知識人委員会責任者。
- 1997年 - 党東京都委員長。
- 2001年 - 党中央委員会常任幹部会委員。
- 2006年 - 党中央委員会幹部会委員。
- 2020年 - 党中央委員会常任幹部会委員、党建設委員会責任者代理。

## 選挙結果
- 2000年 - 第42回衆議院議員総選挙に比例代表東京ブロック名簿第3位で立候補し落選（獲得議席2。当選者不破哲三・山口富男）。
- 2003年 - 東京都知事選挙に日本共産党公認で立候補[2]し落選。364,007票。得票率8.28%。5人中3位。供託金没収。
  - 東京都知事選挙などの自治体首長選挙において、共産党は自党の候補を革新系無所属候補として擁立する場合がほとんどであるが、2003年は候補者選定が難航。党幹部の若林を公認候補として擁立する異例の選挙となった。若林の得票率は当選者石原慎太郎の10分の1程度、また反石原票が樋口恵子、若林の二人に分散し、共産党は供託金を没収される記録的大敗を喫した。
- 2003年 - 第43回衆議院議員総選挙に東京都第22区から立候補し落選。24,859票。4人中3位。惜敗率21.8%。比例代表東京ブロック名簿第2位で重複立候補し落選（獲得議席1。当選者山口富男）。
- 2005年 - 第44回衆議院議員総選挙に東京都第22区から立候補し落選。28,356票。4人中3位。惜敗率18.8%。供託金没収。比例代表東京ブロック名簿第1位で重複立候補していたが、小選挙区得票が供託金返還ラインに届かなかったため比例代表名簿から除外され、落選。
  - 共産党の東京ブロックでの獲得議席は1名だったが、比例名簿単独1位だった若林は復活当選の権利を失ったため、2位の元・参議院議員笠井亮が当選となった。

## 政策・主張
- 選択的夫婦別姓制度導入に賛同する[3]。「結婚は『個人の尊厳と両性の本質的平等』（憲法第24条）の上に成り立つと考え､現実政治の中で生かしたい。一人一人の個性がかがやく､真の男女平等社会をめざして､民法改正の早期実現に向けてがんばりたい。」と述べている。
- 2017年の都議選について、最大の争点は豊洲市場の問題である、としている[4][5][6][7]。